# La Tentation de saint Antoine (Schongauer)
Pour les articles homonymes, voir La Tentation de saint Antoine.
La Tentation de saint Antoine (dit aussi Agression de saint Antoine ou Tribulations de saint Antoine) est une gravure sur cuivre de Martin Schongauer réalisée vers 1470-1475. Elle représente une nuée de démons grotesques entourant saint Antoine, montrant ainsi l'impassibilité du saint face aux tentations des démons. C'est une des estampes les plus spectaculaires, où l'artiste montre tout à la fois sa virtuosité technique et son sens de l'espace, du volume et du mouvement.
L'iconographie exacte n'est pas claire et est débattue, mais semble tirée de chapitres de la Vie de saint Antoine d'Athanase d'Alexandrie rédigée au IVe siècle.

## Histoire
Le recours à une iconographie savante laisse penser qu'il d'agit d'une commande des frères du couvent des Antonins à Issenheim, situé à proximité de Colmar.
Cette gravure connut un succès immédiat et les épreuves circulèrent rapidement au-delà des frontières du Saint-Empire romain germanique.
Avec 63 tirages encore conservés à travers le monde, l'estampe est l'une des gravures de Schongauer, mais également du XVe siècle, qui a survécu dans le plus d'exemplaires. Elle est par exemple conservée au Metropolitan Museum of Art, à l'Art Institute of Chicago, et au Rhode Island School of Design Museum.

## Description et iconographie
La Tentation de saint Antoine montre une nuée de démons grotesques entourant saint Antoine. Les courbes de leurs positions explosent énergiquement tandis que le Saint résiste à leurs tentations. Il est montré avec ses attributs : habillé comme un moine avec sa coule, il porte le bâton du cochon ainsi que son livre de ceinture. Le contraste entre l'agressivité des monstres qui tournoient autour de saint Antoine et l'impassibilité de leur proie est rendu de façon saisissante.
L'iconographie est incertaine. Schongauer ne représente aucun paysage réel si ce n'est un rocher escarpé dans le coin en bas à droite, ne laissant ainsi aucun indice par ce moyen sur le moment exact de la vie de saint Antoine dont il s'agit.
La gravure pourrait dépeindre le chapitre 65 de la Vie de saint Antoine d'Athanase d'Alexandrie, où l'ermite a une vision de lui-même flottant dans les airs pendant que des êtres indéfinis l'empêchent de remonter à la réalité. Saint Antoine était, selon ce texte, sur le point de dîner quand il se sentit soudainement tiré hors de son corps. Des êtres non identifiés s'interposèrent entre lui et son ascension et « comme ses guides résistaient, les autres demandèrent sur quelle requête il ne leur était pas redevable. Puis, comme ils lui firent plusieurs accusations sans preuves, le chemin s'ouvrit à lui, sans entrave et se vit approcher de lui-même et douta de lui-même, alors il était le vrai Antoine à nouveau. » Ce chapitre met l'accent sur la différence entre les bons et les mauvais esprit puis continue pour parler du diable et de combien de batailles on doit livrer sur le chemin de l’ascension céleste.
La gravure pourrait également montrer le neuvième chapitre du même ouvrage, dans lequel saint Antoine est attaqué par le diable apparu à lui sous la forme d'animaux et de bêtes dans le désert égyptien, et lévite en pratiquant une ascèse rigoureuse. Saint Antoine vivait dans une grotte quand le diable l'attaqua et le laissa presque mort. Un ami le trouva et l'aida à s'en remettre ; une fois que le Saint eut récupéré ses esprits il demanda à repartir combattre ces démons qui avaient pris l'apparence d'animaux et de bêtes.

Le British Museum, qui possède une copie de l'estampe décrit d'ailleurs l'ascension de l'ermite ainsi : 

« L'ascétisme rigoureux pratiqué par saint Antoine dans le désert égyptien lui permit de léviter avant d'être attaqué par des démons qui essayèrent de le frapper jusqu'au sol avant d'être chassés par les apparitions du Christ. »

Les textes qui décrivent l'attaque fournissent peu de détails, ce qui laisse beaucoup de champ à l'interprétation et à la création artistique. Dans La Légende dorée, Jacques de Voragine décrit les démons comme étant des animaux attaquant le saint avec leurs cornes, griffes et dents.

## Technique
Dans La Tentation de saint Antoine, Schongauer rompt systématiquement l'image avec des points, des lignes et des zones de hachures, en variant les espaces entre eux afin d'augmenter l'interaction du blanc et du noir. La gravure elle-même existe en deux états avec seulement des détails mineurs ajoutés au second : la matrice du second état se distingue de la première par la présence ou pas de hachures sur la ceinture du saint et sur les omoplates de l'ange-monstre à droite. Ces différences permettent de dater l'exemplaire concerné. La plupart des estampes de Schongauer sont imprimées sur un papier au filigrane de "tête de bœuf" , un papier de bonne qualité dont les particularités techniques lui permettent d'être conservé longtemps.
Des hachures parallèles et fines peuvent être observées sur la draperie de l'ermite et sur la texture des démons. On peut aussi voir la hachure de contour sur la draperie du moine ainsi que sur les rochers. Dans le ciel, les hachures semblent vouloir rendre l'effet d'une dimension non terrestre. La grande quantité d'espace négatif en arrière-plan accentue la vulnérabilité de saint Antoine, tandis que les lignes courbes et horizontales des démons ajoutent de l'énergie au mouvement. Ces diables grotesques sont représentés avec un mélange de parties du corps de différents animaux. Schongauer montre sa maîtrise de la texture en donnant au spectateur la sensation de la surface de chacune des parties des diables, de la rugosité des écailles à la douceur des poils de la fourrure. Le premier plan, très travaillé, est équilibré par des lignes progressivement isolées de l'arrière-plan, ce qui démontre le contrôle de la lumière par l'artiste.

## Signature
Schongauer est le premier graveur à apposer un monogramme dans l'axe médian, au bas de ses estampes. Au cours de son activité, l'artiste a utilisé deux types de signatures, sur lesquelles est basée la chronologie de son œuvre. Dans ses dix premières estampes, son monogramme est caractérisé par le « M » aux jambages droits, en opposition aux jambages obliques qui apparaissent dans ses estampes ultérieures. Les courbes du « S » de ses œuvres primitives sont beaucoup plus épaisses et finissent avec des traits en diagonale similaires aux capitales romaines ; cela est notable dans plus que ses dix premières œuvres, mais semble disparaître dans les dernières. On suppose que Schongauer utilisa un poinçon dans ses premières gravures, mais que dans les gravures ultérieures il dessina celui-ci à la main.
Comme La Tentation de saint Antoine présente une signature relevant du premier type, cette estampe est classée parmi les plus précoces de l'artiste.

## Influence
Pour un spectateur contemporain à son auteur, cette gravure devait être abordable et facilement transportable, afin de pouvoir être contemplée facilement. Il devait suffire de jeter un œil à la sérénité de saint Antoine face au tourment imposé par les démons grotesques pour permettre au spectateur de regagner la foi et la paix de l'esprit.

Le Tourment de saint Antoine, vers 1487, attribuée à Michel-Ange[13],[14], Fort Worth, musée d'art Kimbell.
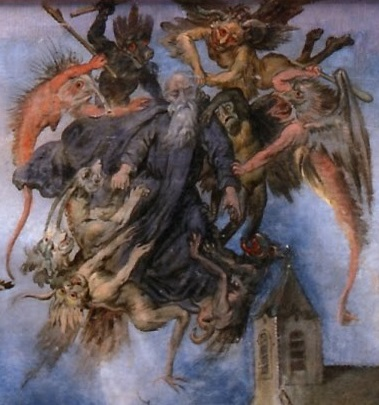
Jan Brueghel l'Ancien, La Tentation de saint Antoine (détail), avant 1625, Valladolid, musée national de la Sculpture.

La Tentation de saint Antoine a inspiré de nombreux artistes, et selon Giorgio Vasari, dans Les Vies des meilleurs peintres, sculpteurs et architectes (1550) et Ascanio Condivi dans sa Vita di Michelangelo Buonarroti (1553), plus particulièrement Michel-Ange, qui, seulement âgé de 13 ans, s'en serait inspiré pour réaliser Le Tourment de saint Antoine (vers 1487),,, alors qu'il se formait dans l'atelier de Domenico Ghirlandaio (aujourd'hui conservée au musée d'art Kimbell). Si l'hypothèse n'est pas confirmée par d'autres sources, cela démontre néanmoins à quel point les estampes permettaient une divulgation rapide et témoigne du succès de la gravure rhénane dans le milieu florentin de la fin du XVe siècle.
Cette estampe a aussi inspiré plusieurs peintures sur ce thème, comme la Tentation de saint Antoine de Jan Brueghel l'Ancien, où la même scène est représentée en haut à droite.
A Bruges, Hans Memling s'en inspire largement pour le saint Antoine qu'il peint entre 1474 et 1479 sur le revers du volet gauche du Retable des deux saints Jean. Ce panneau peut constituer un terminus ante quem pour la datation de l'estampe de Schongauer, chronologie confirmée par le filigrane des premières impressions datées vers 1469-1473.
Les gravures de Schongauer sont aussi connues à Bruges par des copies en contreparties gravées par le Maître FVB. La plaque du Saint Antoine de ce dernier se retrouve ensuite, avec quelques autres, entre les mains d'Israhel van Meckenem, prolifique graveur germanique actif à Bocholt, qui remplace alors le monogramme « FVB » par sa propre signature, « IVN ».
La Tête de vieil homme avec une longue barbe de Dürer (vers 1505) est inspirée aussi par La Tentation de saint Antoine, dans laquelle le visage apparait comme une réminiscence du visage de l'ermite. Il s'inspire encore de l'un des monstres pour le diable de son  Chevalier, la Mort et le Diable.

## Série télévisée
Dans la série South Park, le redoutable Homoursporc tire ses origines des démons de la tentation de Saint Antoine comme l'explique Al Gore dans l'épisode Un peu de sérieuxe, Saison 22.